# Park Narodowy Khaptad
Park Narodowy Khaptad (ang. Khaptad National Park) – park narodowy położony w zachodniej części Nepalu; reprezentuje ekosystem nepalskich Małych Himalajów.